# Assa darlingtoni
Assa darlingtoni е вид жаба от семейство Myobatrachidae. Видът не е застрашен от изчезване.

## Разпространение и местообитание
Разпространен е в Австралия.
Среща се на надморска височина от 143,8 до 1314,9 m.

## Описание
Популацията на вида е стабилна.